# 泽曲
泽曲（藏語：རྩེ་ཆུ）位于中华人民共和国青海省东南部的一条河流，是黄河右岸支流，河名藏语意为“高山地带的河”，发源于黄南藏族自治州泽库县西南部苏乎德日山，蜿蜒向东流，经泽库县城泽曲镇南郊，过尕贡村后转南流，于河南蒙古族自治县县城优干宁镇东南转西南流，经优干宁镇南郊和宁木特镇，于梧桐村汇入黄河。河长232.9千米，流域面积4756平方千米，河道平均比降4.4‰，年均径流量7.7亿立方米。泽曲流域地处黄河上游第一大弯曲地带，沿岸多沼泽草甸，牧业发达，为河曲马的主要产地。